# برگ‌بویی زاگرسی
برگ‌بویی زاگرسی، خوشک، خیش (نام علمی: Daphne mucronata) نام یک گونه از سرده دافنه است. خوشک در ایران درختچه ای است که در سراسر جبال زاگرس را می‌پوشاند و علاوه بر ایران در کردستان ترکیه، عراق، ماورای قفقاز، افغانستان و پاکستان نیز می‌روید.